# Melanie Rios
Sara Vélez Galeano, anche nota come Melanie Rios o Melanie Jane (Medellín, 8 aprile 1991), è un'ex attrice pornografica colombiana.

## Biografia
Melanie Rios comincia la sua carriera come attrice all'età di 18 anni, riuscendo in breve tempo ad inserirsi nel mondo della pornografia. È nota anche per la sua volontà di non voler girare scene di sesso anale, una decisione inusuale nell'industria erotica. Ha partecipato a pellicole di diverse case vari generi, i quali si alternano dal sesso tradizionale a quello lesbico.

## Riconoscimenti
- 2011. Candidatura al Premio XBIZ – Migliore nuovo prospetto[2]
- 2012. Nomina al Premio AVN – Migliore scena threesome (G/G/B) – Oil Overload 4[3]
- 2012. Nomina al Premio AVN – Migliore scena di sesso lesbico – Lush[3]
- 2013. Nomina al Premio XBIZ – Migliore scena – Spartacus MMXII The Beginning[4]